# Ekol

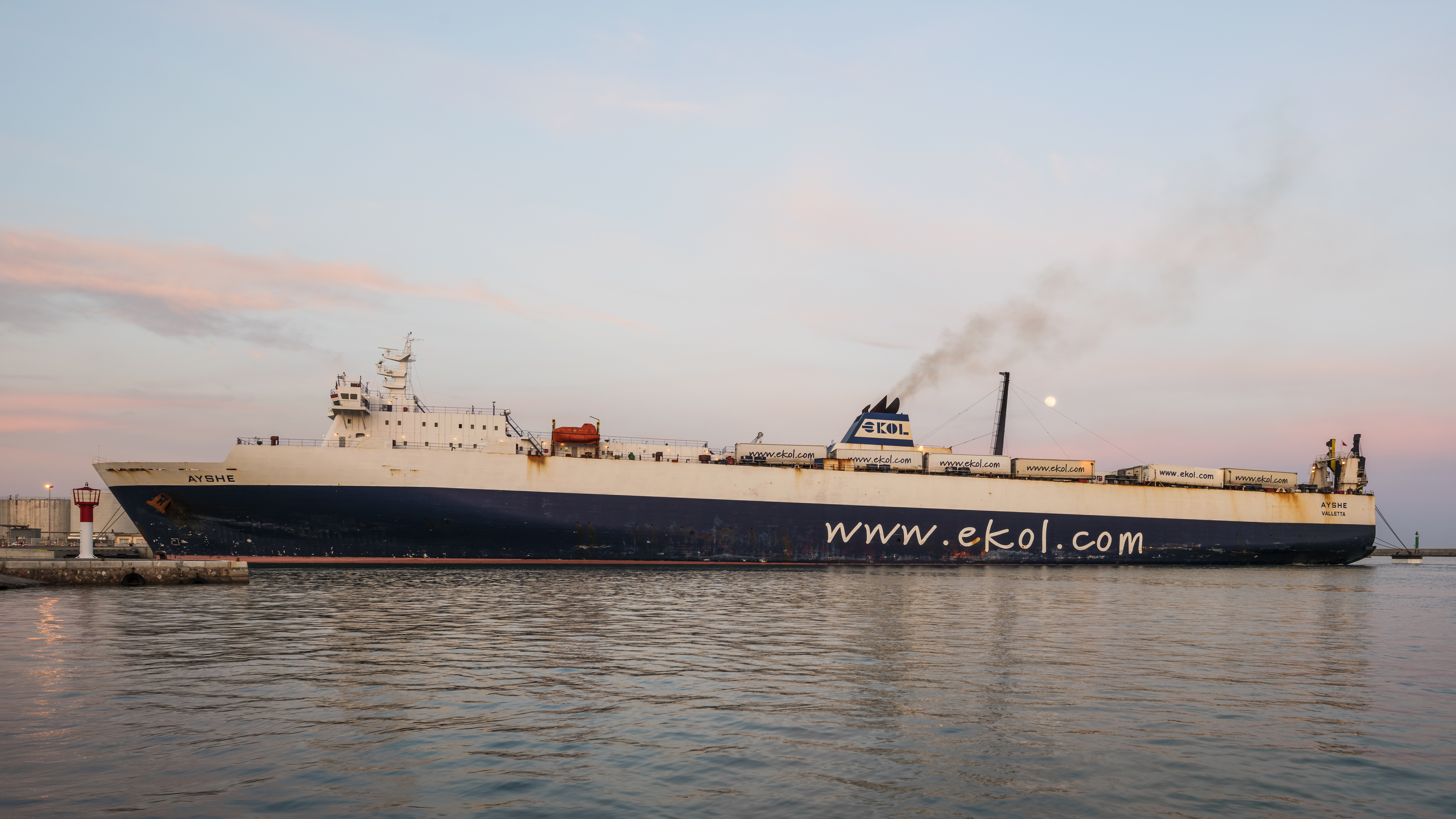
Ayshe, Baujahr 1999

Ekol ist ein Logistikunternehmen im kombinierten Verkehr. Das Unternehmen  wurde 1990 in der Türkei gegründet. Es gehört zu den Top 10 der türkischen Logistikunternehmen.

## Geschichte
Seit 1996 gibt es eine Ekol-Niederlassung in Deutschland. Im Zeitraum zwischen 2010 und 2015 gab es Wachstumsraten von 25 % im Jahr. Ekol besaß im Jahr 2016 rund 1400 Lkws. Daneben besitzt Ekol fünf Fähren. Zu den Auftraggebern gehört vor allem die Automobilindustrie. Ekol versucht stark auf den kombinierten Verkehr zu setzen. Zwischen der Türkei und Mitteleuropa verkehren wöchentlich 17 volle Züge.
Im Jahr 2017 gab man bekannt in den griechischen Hafen in Lavrio rund 2 Millionen Euro investieren zu wollen.